# Hệ số tán xạ
Hệ số tán xạ của một mẩu vật chất là tỷ lệ năng lượng của bức xạ điện từ (hay dòng vật chất) bị đổi hướng lan truyền khi đi qua một đơn vị độ dày của mẩu vật chất này.
Cụ thể:
β = -dI/ds × 1/I
với:
- β là hệ số tán xạ,
- I là cường độ dòng vật chất
- dI là độ thay đổi của cường độ dòng vật chất truyền thẳng (không bị lệch hướng) khi đi qua mẩu vật chất có độ dày ds

Như vậy, hệ số tán xạ có thứ nguyên là nghịch đảo của chiều dài. Trong hệ đo lường quốc tế, nó được đo bằng 1/mét.

## Phụ thuộc vào góc tán xạ
Lượng dòng vật chất bị lệch hướng sau khi truyền qua một mẩu vật chất phụ thuộc vào góc lệch (góc tán xạ).
Trong nhiều trường hợp, có thể phân tích sự phụ thuộc vào góc tán xạ, θ, theo:
β(θ) = β P(θ)
Với β chỉ độ lớn của tổng lượng dòng vật chất bị lệch hướng (hệ số tán xạ thuần) và P(θ) là hàm tán xạ đã chuẩn hoá.

## Vật chất chứa các hạt
Trong nhiều trường hợp, vật chất tham gia vào sự tán xạ chứa trong nó nhiều hạt nhỏ. Các hạt này có thể giống nhau hay khác nhau và trực tiếp gây ra sự lệch hướng đi của dòng bức xạ chiếu vào; trong khi không gian giữa các hạt không ảnh hưởng đến sự lan truyền của dòng bức xạ.
Mỗi hạt có thể được đặc trưng bởi khả năng làm lệch hướng đi của dòng bức xạ theo mặt cắt tán xạ của chúng. Nếu mẩu vật chất chứa các hạt giống nhau với mật độ thể tích n thì mối liên hệ giữa hệ số tán xạ, β, của mẩu vật chất và mặt cắt tán xạ của từng hạt, σ, là:
β = n σ
Nếu mẩu vật chất chứa các hạt khác nhau, mỗi loại có mật độ ni và mặt cắt tán xạ σi thì:
β = Σ ni σi